# Rivière Alexis
La rivière Alexis (anglais : Alexis River) est un fleuve d'environ 130 km de long situé à l'est de la péninsule du Québec-Labrador, au Labrador dans la province canadienne de Terre-Neuve-et-Labrador.
C'est le troisième plus grand fleuve du sud de la sous-province du Labrador.

## Description
La rivière Alexis prend sa source dans un petit lac sans nom situé à 480 mètres d'altitude (52° 31′ 05″ N, 57° 48′ 56″ O) au centre-est du Labrador, dans une zone de collines culminant à 520 mètres d'altitude et parsemée de petits lacs.
A proximité se trouvent les sources de la rivière Paradise (anglais : Paradise River) (vers le nord-est et la baie Sandwich), de la rivière Saint-Paul (anglais : St. Paul River) (vers le sud et le golfe du Saint-Laurent) et de la rivière St. Lewis (anglais : St. Lewis River) (vers l'est et l'océan Atlantique).
Le petit cours d'eau se dirige vers l'est et rejoint un lac un peu plus vaste (52° 30′ 54″ N, 57° 47′ 36″ O) situé à 450 mètres d'altitude. La modeste rivière Alexis n'est alors qu'un ruisseau serpentant vers l'est dans une zone boisée et marécageuse avec de nombreux méandres. Le ruisseau devient progressivement une rivière qui tourne vers le nord et rejoint l'autre branche mère dont l'importance est équivalente à 380 mètres d'altitude (52° 32′ 56″ N, 57° 37′ 19″ O).
Cette branche nord prend sa source dans la même zone que la branche sud, dans un lac sans nom situé à 475 mètres d'altitude (52° 32′ 09″ N, 57° 49′ 21″ O), et suit parallèlement la branche sud vers l'est avec un parcours sinueux dans une zone boisée marécageuse et parsemée de lacs.
La réunion des deux branches mères crée une rivière abondante qui se dirige vers le nord puis vers l'est dans une vallée boisée avec un parcours entrecoupé de nombreux rapides. La rivière se renforce progressivement dans une vallée marquée, recevant des affluents notables en rive droite (52° 32′ 34″ N, 57° 25′ 38″ O et 52° 37′ 21″ N, 57° 08′ 43″ O) et en rive gauche (52° 36′ 18″ N, 57° 11′ 16″ O et 52° 38′ 14″ N, 57° 08′ 16″ O).
La rivière Alexis s'écoule vers le nord-est sur un plateau doux et vallonné qui alterne entre des peuplements forestiers matures et des zones plates de marécages et de lichens. L'altitude décroît rapidement et descend à 100 mètres.
La rivière Alexis devient un large cours d'eau qui s'oriente vers l'est, créant une grande île 52° 38′ 52″ N, 57° 04′ 17″ O), puis chutant par une haute cascade (52° 38′ 22″ N, 56° 54′ 13″ O) et recevant un affluent en rive droite chutant par une double haute cascade (52° 38′ 15″ N, 56° 53′ 50″ O) et prenant sa source loin au sud-ouest (52° 38′ 22″ N, 57° 13′ 57″ O). La rivière Alexis chute à nouveau par deux cascades (52° 38′ 59″ N, 56° 51′ 58″ O) et descend à une altitude de 25 mètres.
La rivière Alexis entame un parcours plus calme vers le sud-est, avec un large lit et de rares rapides.
Les rivières de la section côtière sud du Labrador coulent sur une pente douce à travers une forêt productive.
La rivière Alexis s'élargit progressivement et entre dans la baie Alexis (52° 36′ 11″ N, 56° 32′ 08″ O) où la rivière atteint d'abord une largeur de 600 mètres avec plusieurs îles intérieures boisées, pour atteindre une largeur de 1,5 km en amont de Port Hope Simpson.
L'estuaire de la rivière Alexis passe sous le pont de la route 510 et baigne Port Hope Simpson.
L'île Grove (52° 32′ 29″ N, 56° 11′ 22″ O) marque l'entrée intérieure de la baie Alexis qui s'ouvre vers la mer du Labrador et l'océan Atlantique à l'est sur près de 30 km.

## Hydrologie
La rivière Alexis draine une superficie de 3 160 km2, alimentée par 40 affluents.
Le débit moyen à 38 km en amont de l'embouchure est de 52,4 m3/s pour un bassin versant de 2 310 km2. Les débits mensuels les plus élevés se produisent généralement pendant la fonte des neiges, avec une moyenne de 217 m3/s en mai.

## Faune piscicole
La rivière Alexis abrite différentes espèces de poissons, comme le saumon atlantique ainsi que la forme anadrome et non anadrome de l'omble de fontaine.
Au kilomètre 37,5 de la rivière, une cascade de 3 mètres de haut bloque les poissons migrateurs (52° 38′ 59″ N, 56° 51′ 58″ O).